# 작은 불씨는 어디에나
《작은 불씨는 어디에나》(영어: Little Fires Everywhere)는 2017년작 미국의 장편소설로, 설레스트 잉이 지은 두 번째 장편소설이다. 작가의 고향이기도 한 오하이오주 셰이커하이츠 마을을 배경으로, 안정적인 삶을 추구하는 리처드슨 가족과 세입자로 들어온 자유로운 워런 가족의 이야기를 다룬다. 원서는 2017년에 출간되었고, 대한민국에는 이미영의 번역으로 2018년 출간되었다.